# جزيرة ليمباتا

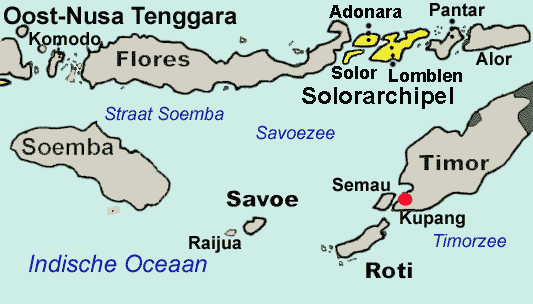
جزيرة ليمباتا ضمن مقاطعة نوسا تنقارا الشرقية، جزر سولور باللون الأصفر

جزيرة ليمباتا هي جزيرة تقع قبالة الطرف الشرقي لجزيرة فلوريس في جزر سوندا الصغرى في إندونيسيا، في أرخبيل سولور. الجزيرة تتبع مقاطعة نوسا تنقارا الشرقية.
طول الجزيرة حوالي 80 كيلومترا من الجنوب الغربي إلى الشمال الشرقي وعرضها حوالي 30 كيلومترا من الغرب إلى الشرق. ترتفع إلى 1533 متراً فوق مستوى سطح البحر.
إلى الغرب من الجزيرة تقع الجزر الأخرى في الأرخبيل، وأبرزها جزيرة سولور وجزيرة أدونارا، ثم جزيرة فلوريس. إلى الشرق منها يقع مضيق ألور، الذي يفصل الأرخبيل عن أرخبيل ألور. إلى الجنوب عبر بحر سافو تقع في جزيرة تيمور، بينما في الشمال بحر باندا الغربي يفصلها عن جزيرة بوتون والجزر الأخرى في سولاوسي الجنوبية الشرقية.

## جغرافية الجزيرة
مركز الجزيرة هي مدينة ليوليبا (تعرف أيضا باسم لابالا) وتقع في غرب الجزيرة وتمتد مع الساحل حتى تواجه بركان إيلي الواقع شمالاً.
السفن تربط بين المدن الساحلية والجزر المحيطة بها، ولكن يوجد ميناء كبير واحد فقط في ليوليبا في شمال الجزيرة. من ليوليبا هناك رحلات يومية إلى لارنتوكا في جزيرة فلوريس، ومدينة ويويرانغ في جزيرة أدونارا المجاورة.
كجزر سوندا الصغرى الأخرى، بل والكثير في إندونيسيا، جزيرة ليمباتا هي جزيرة بركانية نشطة فيها ثلاثة براكين هي:
- إيليلاباليكان
- ليوتولو
- إيليويرونغ

## السكان
شعب ليمباتا كغيرهم من العديد من سكان اندونيسيا الشرقية، وتشتهرون بصناعة المنسوجات اليدوية.
اللغة الإندونيسية الوطنية مستخدمة من قبل كثير من الناس ومن جميع الأعمار، ولكنها لغة وطنية تتعايش مع لغات محلية عديدة. لغة لاماهولوت تمثل لغة تواصل مشترك على نطاق واسع بين سكان الأرخبيل. وتستخدم هذه اللغة باعتبارها اللغة الأم في جزيرة فلوريس الواقعة شرقاً وجزيرة سولور الواقعة غرباً، ووهذه اللغة نفسها منقسمة إلى عشرة أو أكثر من اللهجات. ويتكلم بها 150000 نسمة أو أكثر في المنطقة.
قرية لاماليرا على الساحل الجنوبي من الجزيرة يبلغ سكانها 2500 نسمة ويشتهرون بصيد الحيتان. لاماليرا ولاماكيرا (الواقعة في جزيرة سولور المجاورة) هي آخر قريتين إندونيسيتين باقيتين تشتهران بصيد الحيتان.